# Астапово
Астапово је збирка песама Николе Живановића.
Прво издање објављено је 2009. у краљевачкој Повељи, а друго 2010. у крагујевачким Корацима.

## О књизи

### Наслов и тема књиге
Наслов књиге је топоним - мала железничка станица на којој је умро Лав Николајевич Толстој, побегавши од куће. Лоши односи са супругом Софијом Андрејевном, притисци од стране толстојеваца и православне цркве натерали су великог руског писца да напусти Јасну Пољану у којој је живео у складу са природом. Све ове теме - брака, уметности, природе, Бога, смрти - обрађене су кроз књигу али не у вези са самим Толстојевим животом већ се лик великог писца користи као тип универзалног човека и тиме се збирци даје ниво општости. Сама слика Астапова - места до кога га је живот довео, а не симболичном плану, својевољан одлазак у смрт - представља оно што Т. С. Елиот зове објективним корелативом - слику у којој су садржани све емотивни и филозофски елементи дела.

### Филозофски погледи
Као мото књиге узета је Хелдерлинова песма Паркама. У њој песник моли богове да му дају још једно лето и јесен не би ли се остварио као песник и потом драговолјно отишао у царство Хада. За Хелдерлина то лето је довољно: „једном живех као богови и то је доста." Живановић, следећи Хелдерлина, покушава да пронађе Бога у животу, у радостима стварања. За њега је, међутим, то једино сведочанство о богу и остатак света дат у књизи је безбожнички. Живети као богови у тренутку заноса је сасвим довољно. Онај ко то не препозна па на самртној постељи захтева награду за овај живот, богохулан је, и то је знак личне неостварености и сопствене немоћи: „Ти си био мој занос и моја снага / Моја блистава мисао и моје надахнуће/ зар да ми будеш немоћ..." Тако, Живановићеве песме, мада се углавном баве мрачним темама, пре свега славе живот и оно божанско у њему.

## Нове технике

### Версификација
Астапово је скуп различитих версификацијских поступака какав пре тога није постојао у српској књижевности. Распон употребљених средстава креће се од строгих метричких образаза до песама које се приближавају прози. Посебна пажња је посвећена рими која је пажљиво бирана. Док се рима обично користи да помогне песнику да дође до следећег стиха, Живановић се опире свакој рими која му је асоцијативно дата и тежи да стих очува онако како га је замислио пре него што је дошао до стиха са којим треба да се римује. У својим есејима, Живановић овај поступак римовања назива колажним римама. Неримоване песме су такође на неки начин метрички одређене тако да се у збирци могу наћи асонантски, алитерацијски и акценатски стихови. Неки од наведених први пут се користе у српском стиху. Неримоване песме често прате неки метрички образац уз већа или мања каталектичка одступања.

### Композиција
Живановић је збирку компоновао унапред одбацући најчешћа композициона решења савремене српске поезије. То су - циклизација, сврставање песама по формалним или тематским сличностима, уједначеност поступка. Уместо тога употребио је оно што у својој есејистици назива техником лукова. Римоване песме са најстабилнијом структуром постављене су као стубови. Оне једну мисао изричу на општи, химничан начин. Песме које се са њом додирују (и са једне и са друге стране) развијају неке мотиве дате у римованој, обично дајући конкретне слике. На сваку од тих песама надовезују се нове, које сада са њима деле неке мотиве али се полако удаљују од теме која је постављена у римованиј песми. Када се дође до наредне римоване (Живановић то зове стубном песмом) отвара се нова велика тема, али она је сасвим другачија од оне која је дата у претходној стубној песми, мада се њени мотиви могу пратити кроз лучне песме које се налазе између њих. На тај начин све лучне песме ослањају се о две стубне и тиме добијају вишедимензионалност или двозначност. Лучних песама је обично три па би схема збирке изгледала овако: СЛЛЛСЛЛЛСЛЛЛС.

## Рецепција
Прво издање је изашло у јуну 2009. и одмах је препознато од стране критике као једна од најзначајнијих песничких књига на српском језику на крају прве деценије 21. века. Борислав Радовић је рекао да је у питању: „збирка ретке чистоте, непосредности израза и сигурности поступка“, а Васа Павковић да: „У песмама везаног стиха и у песмама слободног Живановић вазда налази начина да буде не само изузетно интересантан, него да и од случаја до случаја буде циничан, мрачан, објективан, духовит, задивљујуће други од (скоро) свих других српских песника. Укратко. Изузетан." Књига се нашла на свим меродавним листама најбиљих књига 2009. и у изборима за већину највећих награда. Чим је изашла, трећина збирке је преведена и објављена у Словенији. Осим великог броја позитивних критика нашло се и неколико негативних. Тако је Саша Ћирић написао да: „Астапово ниже колајну све самих успеха нудећи се као песнички крик сезоне“, али да се: „из књиге може одабрати 5-6 солидних песама, али да неповољан суд стоји." Главна Ћирићева замерка је била у томе што, како он тврди, код Живановића постоји: „одсуство свести о епохалним турбуленцијама." Горан Коруновић је скренуо пажњу да нису све песме једнако успешно римоване и да би истанчанија лексика подигла ниво иначе углавном успелих песама. 3. јануара 2011. књига је награђена Наградом Трећег трга за поезију.